# Zámutov
Zámutov é um município da Eslováquia, situado no distrito de Vranov nad Topľou, na região de Prešov. Tem 41,43 km² de área e sua população em 2018 foi estimada em 3.261 habitantes.

## Demografia
| Ano:        | 1994 | 2004    | 2014    | 2024   |
| ----------- | ---- | ------- | ------- | ------ |
| Broj ljudi: | 2451 | 2784    | 3116    | 3405   |
| Razlika:    |      | +13,58% | +11,92% | +9,27% |

| Ano:               | 2023 | 2024   |
| ------------------ | ---- | ------ |
| Número de pessoas: | 3381 | 3405   |
| Diferença:         |      | +0,70% |